# Pîrlița (Ungheni)
Pîrliţa è un comune della Moldavia situato nel distretto di Ungheni di 5.044 abitanti al censimento del 2004.

## Località
Il comune è formato dall'insieme della seguenti località (popolazione 2004):
- Pîrliţa (4.474 abitanti)
- Hristoforovca (570 abitanti)